# 藍洞 (卡布里島)
藍洞（義大利語：Grotta Azzurra）是位於義大利南部卡布里島的一處海蝕洞，也是著名的觀光勝地。卡布里島的海岸多懸崖峭壁，並有多座海蝕洞，藍洞就是其中之一。藍洞為石灰岩地形，洞窟內側深54米，高15米。由於光線原因，上午時海水顏色更為美麗，遊客也比較多。在藍洞內發現了波塞冬和特里同的雕像，這裡在古代可能是羅馬帝國皇帝的個人泳池和入浴場所。在1830年代之後，這裡重新成為旅遊聖地。